# Тизенгаузен, Василий Карлович
Василий (Вильгельм-Сигизмунд) Карлович Тизенга́узен (нем. Wilhelm Sigismund von Tiesenahausen; 1779, Нарва — 1857, Нарва) — русский декабрист.

## Происхождение
Происходил из лифляндского рода Тизенгаузенов. Лютеранин. Отец, Карл Готгард (Карл Иванович) Тизенгаузен (род. до 1756) — титулярный советник, в 1809 — ушицкий городничий в Подольской губернии. Мать — урождённая фон Шлейн.
Братья:
- Отто, титулярный советник, служил при водяной коммуникации в Твери,
- Карл, капитан, городничий в Ямбурге Петербургской губернии,
- Егор, капитан, городничий в Ливнах Орловской губернии,
- Филипп (Богдан), полковник при Комитете поселенных войск.

## Биография

### Военная служба
С 13 июня 1789 года он воспитывался в 1-м кадетском корпусе, по окончании которого 26 мая 1799 года был выпущен подпоручиком в 3-й егерский полк; 16 июня 1802 года в чине поручика переведён во 2-й егерский полк, откуда 15 сентября 1804 года был уволен от службы с повышением чина для определения к статским делам.
Вновь поступил на военную службу поручиком 12 февраля 1808 года — в Таврический гренадерский полк, в составе которого участвовал в русско-шведской войне (1808—1809); в 1809 году был адъютантом генерал-губернатора Финляндии графа Спренгтпортена.
С 12 марта 1810 года — в Мингрельском пехотном полку. В 1810—1811 гг. участвовал в русско-турецкой войне, за отличия в сражениях был награждён орденом Св. Владимира 4-й степени с бантом; 22 августа 1811 года ему было присвоено звание штабс-капитана, а 15 октября того же года за отличие в сражении — капитана.
Участник Отечественной войны 1812 года: с сентября участвовал в военных действиях в составе 3-й западной армии, а также в заграничном походе. За отличие при взятии Парижа (1814) награждён орденом Св. Анны 2-й степени и был переведён в Семёновский лейб-гвардии полк (02.04.1814).
С 30 августа 1815 года — полковник. В 1814—1815 гг. он состоял адъютантом при генерал-квартирмейстере И. И. Дибиче.
Был назначен 18 июня 1816 года командиром Смоленского пехотного полка, а 9 февраля 1817 года был уволен от службы. Повторно вернулся на военную службу 4 ноября 1819 года — был назначен командиром Полтавского пехотного полка.

### Участие в движении декабристов
С 1824 года он был членом Южного общества. Через 2 дня после событий на Сенатской площади, 27 декабря 1825 года, был подписан приказ об его аресте. В. К. Тизенгаузен был арестован в ночь на 5 января 1826 года, 10 января был доставлен в Петербург на главную гауптвахту, а на следующий день переведён в Трубецкой бастион Петропавловской крепости (камера № 3). Осуждён по VII разряду и по конфирмации 10.7.1826 приговорён к 2 годам каторжных работ, через месяц срок был сокращён до 1 года. С 7 октября по 30 ноября 1826 находился в Военно-сухопутном госпитале и только 10 февраля 1827 года был отправлен в Сибирь; через два месяца (9 апреля) доставлен в Читинский острог. В апреле 1828 года, по отбытии срока, отправлен на поселение в Сургут Тобольской губернии, откуда в 1829 году переведён в Ялуторовск (по дороге пробыл в Тобольске с 4 апреля по 27 мая по болезни). Получаемое от казны пособие (57 руб. 14 коп.) по представлению генерал-губернатора Западной Сибири с 1846 было увеличено вдвое. В. К. Тизенгаузен завез в Сибирь и начал культивировать яблони, которые отлично прижились.
В 1851 году сыновья посетили отца в Ялуторовске, откуда вернулись в марте 1852 года.
29 апреля 1853 по ходатайству генерал-адъютанта Лифляндии князя А. А. Суворова В. К. Тизенгаузену Высочайше разрешено возвратиться к семейству на родину в Нарву, куда он прибыл 31 июля. По амнистии 26 августа 1856 был восстановлен в прежних правах. Немногим более года спустя умер в Нарве.

## Семья
Жена — Гедвига-Доротея (Федосия Романовна) Болтон (ок. 1801—1880).
Дети:
- Михаил (1823—1869), надворный советник, в 1851 — почтмейстер в Доблене (в Курляндии); умер в сумасшедшем доме.
- Александр (?—1876), в 1851—1854 служил в Гренадерском принца Прусского полку, капитан в отставке; страдал психическим расстройством.
- Эмилия (?—1878).